# Charles Dickens

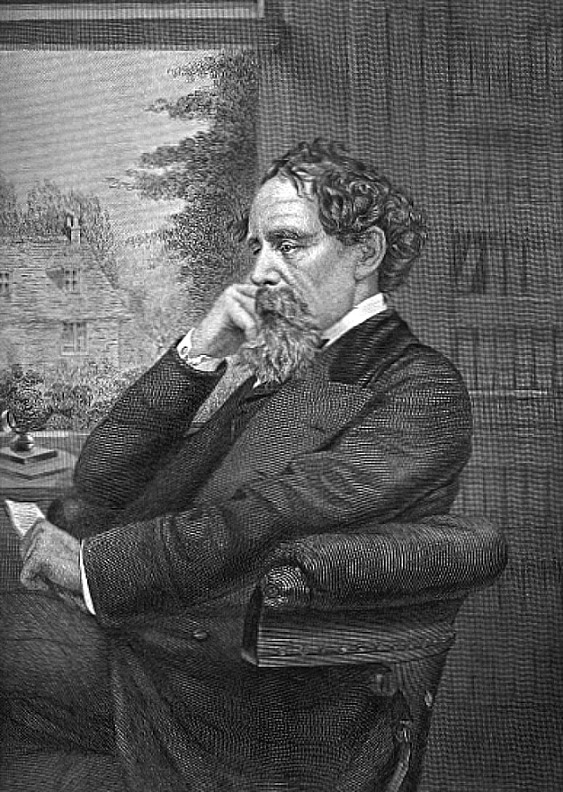
Charles Dickens (1812-1870)

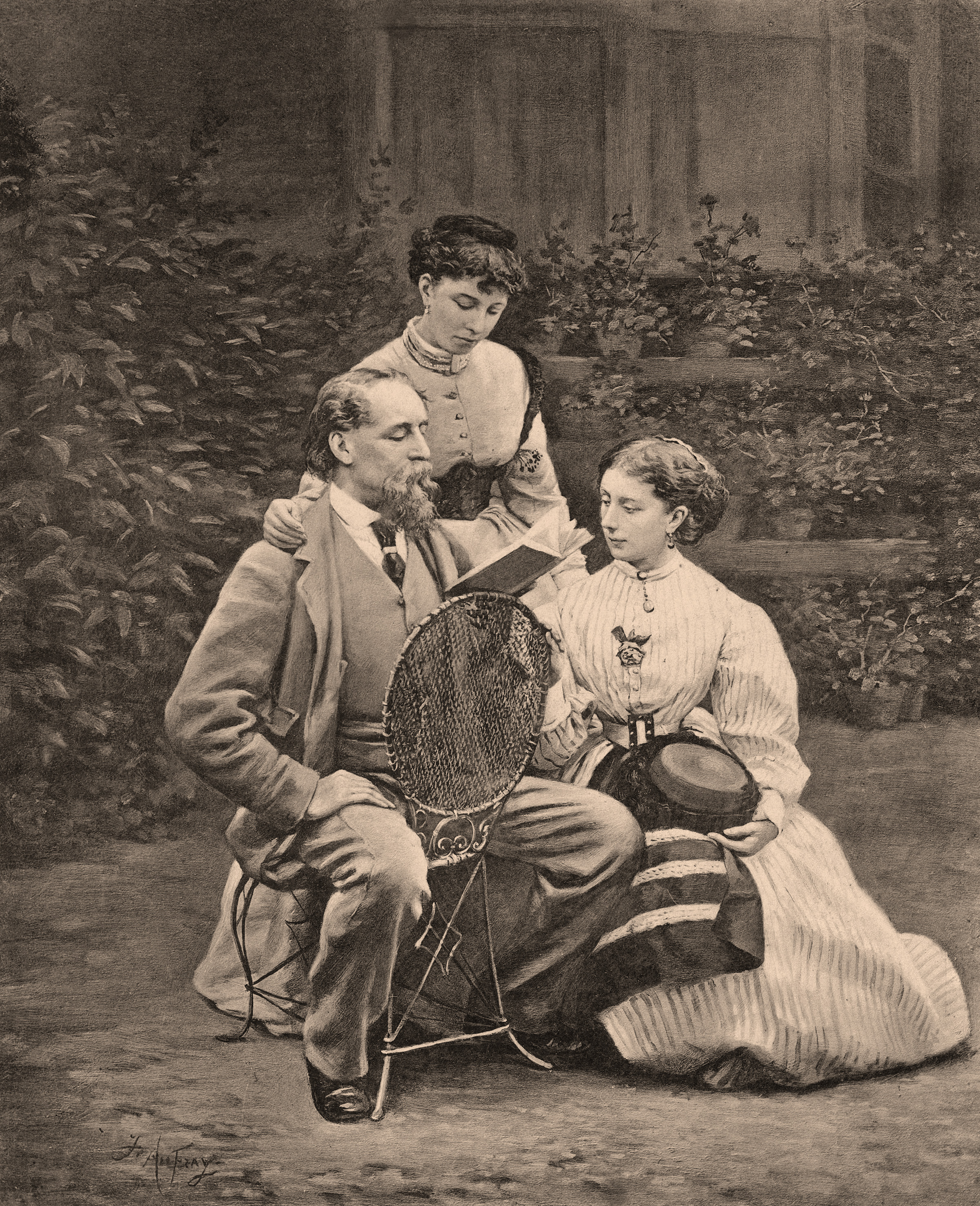
Charles Dickens z córkami

Charles John Huffam Dickens, (wym. /tʃɑrlz dʒɒn ˈhʌf əm ˈdɪk ɪnz/), pseudonim Boz (ur. 7 lutego 1812 w Landport w Portsmouth, zm. 9 czerwca 1870 w Gadshill koło Rochester w hrabstwie Kent) – angielski powieściopisarz. Uznawany za najwybitniejszego przedstawiciela powieści społeczno-obyczajowej w drugiej połowie XIX w. w Anglii.

## Życiorys
Był synem urzędnika admiralicji. Jego ojciec został w 1824 roku uwięziony za długi, przez co rodzina popadła w nędzę. Dickens musiał wówczas podjąć pracę zarobkową, początkowo w fabryce pasty do butów, a później jako urzędnik sądowy.
Zdobył pewne wykształcenie i w 1832 roku zaczął pracować jako sprawozdawca parlamentarny oraz dziennikarz w londyńskich dziennikach liberalno-reformatorskich. W tym okresie zaczął pisać pierwsze, publikowane w czasopismach, szkice, wydane jako Szkice Boza (Sketches by Boz 1836, wydanie polskie 1955). Po sukcesie Klubu Pickwicka zajął się przede wszystkim twórczością literacką. Dickens dwa razy odwiedził Stany Zjednoczone – w latach 1842 i 1868.

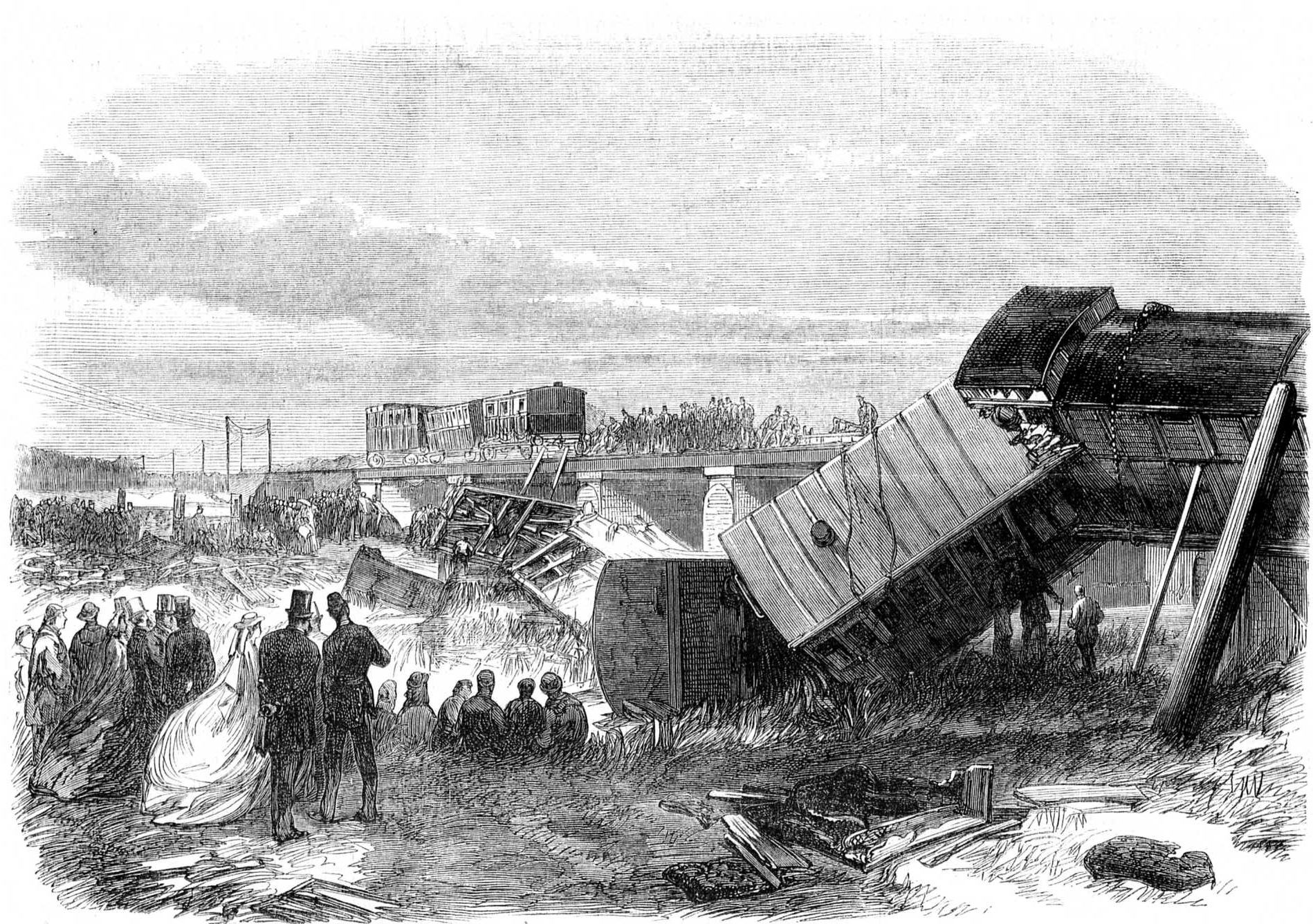
Ilustracja wypadku w Staplehurst, zamieszczona w The Illustrated London News

9 czerwca 1865 roku, wracając z Paryża wraz z Ellen Ternan, przeżył katastrofę kolejową w Staplehurst. Siedem pierwszych wagonów spadło z żelaznego mostu, który był wówczas w naprawie. Jedynym wagonem, który pozostał na torze, był wagon pierwszej klasy, którym podróżował Dickens. Opuszczając wagon, zorientował się, że zostawił w nim rękopis powieści „Nasz wspólny przyjaciel” i wrócił po niego. Doświadczenie z wypadku w Staplehurst oraz informacje o katastrofie w tunelu Clayton wykorzystał później, pisząc opowiadanie „The Signal-Man”.
18 kwietnia 1869 roku w Chester, podczas podróży z odczytami po Anglii, Szkocji i Irlandii, Dickens doznał pierwszego udaru mózgu. 22 kwietnia 1869 roku zemdlał w Preston i lekarz nakazał mu przerwać podróż.

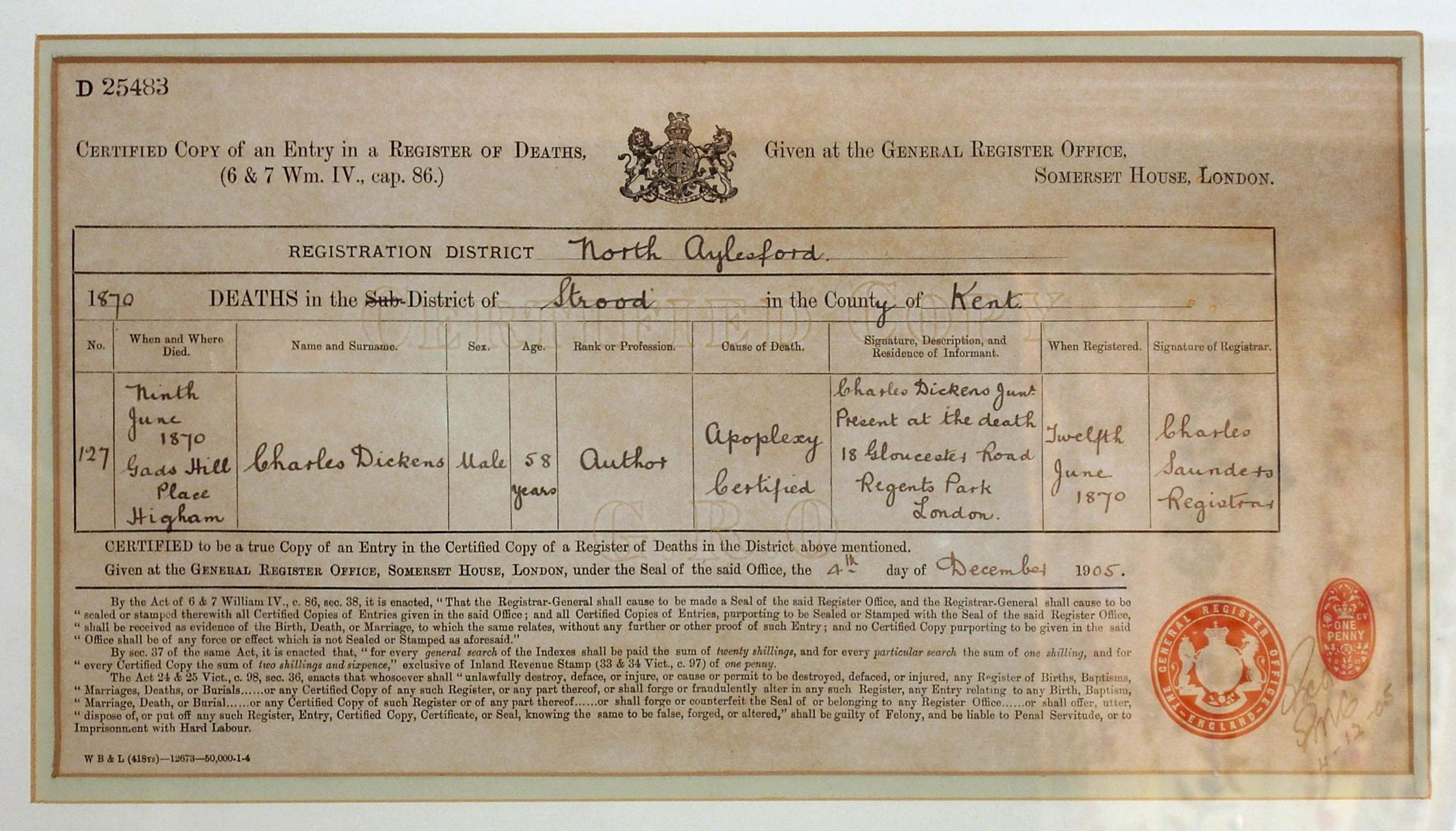
Akt zgonu Charlesa Dickensa

Drugiego udaru Dickens doświadczył 8 czerwca 1870 roku w swoim domu w Gads Hill Place, po całodziennej pracy nad powieścią „Tajemnica Edwina Drooda”. Nie odzyskał przytomności i zmarł następnego dnia.

## Twórczość
W licznych powieściach dał wyraz wrażliwości na niesprawiedliwość, krzywdę społeczną i bezduszność praw wobec ludzi ubogich. Realistyczny i drobiazgowy opis środowisk społecznych (mieszczańskich, biedoty miejskiej) zespalał z romantyczną atmosferą baśniowości i liryzmem. Stał się kronikarzem życia ówczesnego Londynu. Często utrwalał postacie dziwaków i ekscentryków o rysach karykaturalno-groteskowych. Dickens operował szeroką skalą humoru, często o zabarwieniu satyrycznym.

### Powieści
- Klub Pickwicka (The Posthumous Papers of the Pickwick Club, 1836–1837)
- Oliver Twist (Oliver Twist; or, The Parish Boy’s Progress, 1837–1838, wydanie polskie 1846)
- Nicholas Nickleby (The Life and Adventures of Nicholas Nickleby, 1838–1839, wydanie polskie 1847)
- Zegar Mistrza Humphreya (Master Humphrey’s Clock, 1840, wydanie polskie 2020)
- Magazyn osobliwości (The Old Curiosity Shop, 1840–1841)
- Barnaba Rudge (Barnaby Rudge: A Tale of the Riots of Eighty, 1841)
- Marcin Chuzzlewit (The Life and Adventures of Martin Chuzzlewit, 1843–1844)
- Dombey i syn (Dealings with the Firm of Dombey and Son: Wholesale, Retail and for Exportation, 1846-1848)
- David Copperfield (The Personal History, Adventures, Experience and Observation of David Copperfield the Younger of Blunderstone Rookery, 1849–1850, wydanie polskie 1889)
- Samotnia (Bleak House, 1852–1853)
- Ciężkie czasy (Hard Times – For These Times, 1854, wydanie polskie 1866)
- Mała Dorrit (Little Dorrit, 1855–1857, wydanie polskie 1925)
- Opowieść o dwóch miastach (A Tale of Two Cities, 1859)
- Wielkie nadzieje (Great Expectations, 1860–1861, wydanie polskie 1868)
- Nasz wspólny przyjaciel (Our Mutual Friend, 1864–1865)
- Tajemnica Edwina Drooda (The Mystery of Edwin Drood, 1870, wydanie polskie 2010, niedokończona)

### Opowieści wigilijne
(łączne wydanie polskie 1958)
- Opowieść wigilijna (A Christmas Carol, 1843)
- Dzwony (The Chimes: A Goblin Story of Some Bells that Rang an Old Year Out and a New Year In, 1844)
- Świerszcz za kominem (The Cricket on the Hearth. A Fairy Tale of Home, 1845)
- Bitwa o życie (The Battle of Life: A Love Story, 1846)
- Nawiedzony (The Haunted Man and the Ghost’s Bargain, A Fancy for Christmas-Time, 1848)

### Inne
- Szkice Boza (Sketches by „Boz”, 1836, wydanie polskie 1955)
- Notatki z podróży, inny tytuł Zarysy Ameryki (American Notes for General Circulation, 1842)
- Życie Pana Jezusa (The Life of Our Lord, 1849, wydane w 1935)
- Wiadomość z morza (A Message from the Sea, 1860, wydanie polskie 2020; współautorzy Wilkie Collins, Charles Alston Collins)
- Przedstawiciel niehandlowy (The Uncommercial Traveller, 1860–1869, wydanie polskie 1955)